# Tales of Kidd Funkadelic
Albums de Funkadelic
Let's Take It to the Stage
(1975) Hardcore Jollies
(1976)
Tales of Kidd Funkadelic est le neuvième album de Funkadelic sorti chez Westbound Records en 1976.

## Liste des morceaux
1. Butt-to-Butt Resuscitation (George Clinton, Eddie Hazel, Bernie Worrell, Michael Hampton)
2. Let's Take It to the People (Clinton, Hazel, Garry Shider)
3. Undisco Kidd (Clinton, Bootsy Collins, Worrell)
4. Take Your Dead Ass Home! (Say Som'n Nasty) (Clinton, Glen Goins, Shider, Worrell)
5. I'm Never Gonna Tell It (Clinton, Worrell)
6. Tales of Kidd Funkadelic (Opusdelite Years) (Clinton, Worrell)
7. How Do Yeaw View You? (Clinton, Collins, Worrell)